# Mediationsgesetz
Das Mediationsgesetz ist der Artikel 1 des Gesetzes zur Förderung der Mediation und anderer Verfahren der außergerichtlichen Konfliktbeilegung in Deutschland. Es ist ein Bundesgesetz, das am 26. Juli 2012 in Kraft trat.
Ergänzend trat am 1. September 2017 die Zertifizierte-Mediatoren-Ausbildungsverordnung in Kraft.

## Inhalt
Ausgangslage für die Schaffung des Gesetzes war die Richtlinie 2008/52/EG (Mediationsrichtlinie) vom 20. Mai 2008. Sie gab vor, bestimmte Aspekte der Mediation in Zivil- und Handelssachen aus dem Bereich der grenzüberschreitenden Streitigkeiten bis zum 20. Mai 2011 in deutsches Recht umzusetzen.
Das Bundeskabinett verabschiedete am 12. Januar 2011 einen vom Bundesjustizministerium vorgelegten Gesetzesentwurf. Als Ziel des Gesetzes wurde die Förderung der Mediation und anderer Verfahren der außergerichtlichen Konfliktbeilegung angegeben, wobei diese Förderung über die Anforderungen der Richtlinie hinausgehen sollte. Die verschiedenen Formen der Mediation, außergerichtliche, gerichtliche und gerichtsnahe Mediation, waren bisher ungeregelt. Ebenso gab es keine gesetzlichen Festlegungen bezüglich der Ausbildung von Mediatoren.
Der Entwurf des Gesetzes zur Förderung der Mediation und anderer Verfahren der außergerichtlichen Konfliktbeilegung enthielt folgende Gliederung:
- Artikel 1 – Mediationsgesetz,
- Artikel 2 – Änderung des Gerichtsverfassungsgesetzes,
- Artikel 3 – Änderung der Zivilprozessordnung,
- Artikel 4 – Änderung des Gesetzes über das Verfahren in Familiensachen und in den Angelegenheiten der freiwilligen Gerichtsbarkeit,
- Artikel 5 – Änderung des Arbeitsgerichtsgesetzes,
- Artikel 6 – Änderung des Sozialgerichtsgesetzes,
- Artikel 7 – Änderung der Verwaltungsgerichtsordnung,
- Artikel 8 – Änderung des Gerichtskostengesetzes,
- Artikel 9 – Änderung der Kostenordnung,
- Artikel 10 – Änderung des Patentgesetzes,
- Artikel 11 – Änderung des Markengesetzes,
- Artikel 12 – Inkrafttreten

Der Gesetzesentwurf wurde vom Bundestag am 15. Dezember 2011 in dritter Lesung verabschiedet. Aus einigen Bundesländern wurde jedoch Kritik laut, da der Gesetzesentwurf keine Mediation durch Richter vorsah, obwohl Richter dort bereits Mediationsverfahren durchführten. Der Bundesrat rief daraufhin am 10. Februar 2012 den Vermittlungsausschuss an. Dieser gab am 27. Juni 2012 auf Grundlage des am 1. Dezember 2011 durch den Rechtsausschuss des Deutschen Bundestages angepassten Gesetzesentwurfes die Beschlussempfehlung, künftig solle der gesetzliche Richter den Rechtsstreit an einen sogenannten "Güterichter" verweisen können. Sachlich soll dieser dann alle Methoden der Konfliktbeilegung einschließlich der Mediation einsetzen können und für eine Übergangszeit von einem Jahr ab Inkrafttreten des Mediationsgesetzes noch "gerichtlicher Mediator" heißen. Die Beschlussempfehlung wurde am 28. Juni 2012 vom Bundestag angenommen, worauf der Bundesrat am 29. Juni 2012 beschloss, einen Einspruch nicht einzulegen.
Das Mediationsgesetz (Artikel 1 des Gesetzes zur Förderung der Mediation und anderer Verfahren der außergerichtlichen Konfliktbeilegung) hat folgenden Inhalt:
- § 1 Begriffsbestimmungen
- § 2 Verfahren; Aufgaben des Mediators
- § 3 Offenbarungspflichten; Tätigkeitsbeschränkungen
- § 4 Verschwiegenheitspflicht
- § 5 Aus- und Fortbildung des Mediators; zertifizierter Mediator
- § 6 Verordnungsermächtigung – ermächtigt das BMJV, eine Rechtsverordnung über die Aus- und Fortbildung zum zertifizierten Mediator sowie die Anforderungen an Aus- und Fortbildungseinrichtungen zu erlassen
- § 7 Wissenschaftliche Forschungsvorhaben; finanzielle Förderung der Mediation
- § 8 Evaluierung – sieht einen Evaluierungsbericht bis zum 26. Juli 2017 vor
- § 9 Übergangsbestimmung

## Kritik
In den anwaltlichen und richterlichen Berufsverbänden war frühzeitig gegen den Gesetzesentwurf Kritik laut geworden. Als problematisch wurde vor allem der Bereich der gerichtsinternen Mediation, für den nunmehr der Güterichter vorgesehen ist, diskutiert. So wurde aus Sicht der außergerichtlichen Mediatoren gegen die – nun mit dem Gesetz beschlossene – fortbestehende gerichtsinterne Mediation das Argument einer Wettbewerbsverzerrung auf der Anbieterseite ins Feld geführt: „Der Gesetzgeber wird entscheiden müssen, ob er diese staatliche Subventionierung der Mediation zu Lasten von Berufsgruppen, die Honorare für ihre Leistungen benötigen, fortsetzen möchte oder nicht.“
Auf der anderen Seite hatten die Länder gegenüber dem Vermittlungsausschuss betont, dass sich gerade die gerichtsinterne Mediation zu einem erfolgreichen Instrument der Streitschlichtung entwickelt habe und deswegen als effektive Verfahrensalternative für die Rechtssuchenden nicht ausgeschlossen werden dürfe.
Nachdem der Kompromiss zwischen Bundesrat und Bundestag zustande gekommen war, legten auch die Berufsverbände zum Teil ihre kritische Haltung ab. So betonte Michael Plassmann, der Vorsitzende des Ausschusses Außergerichtliche Streitbeilegung der BRAK, das Mediationsgesetz gewähre der außergerichtlichen Streitbeilegung nach wie vor die Vorfahrt. Gleichzeitig begrüßte er das Güterichtermodell und stimmte zu, dass die Richterschaft in den letzten Jahren einen wichtigen Beitrag zur Etablierung konsensualer Verfahren geleistet habe. Der gerichtsinterne Güterichter darf eine rechtliche Bewertung vornehmen und den Parteien auch konkrete Konfliktlösungen vorschlagen, darf sich zwar nicht Mediator nennen, aber trotzdem alle Methoden der Mediation anwenden. Bezüglich des kostenfrei angebotenen Güterichterverfahrens wird auf einen weiteren Unterschied hingewiesen: Ein Richter, bei dem der Rechtsstreit anhängig ist, kann die Parteien einseitig an den Güterichter verweisen, einen außergerichtlichen Mediator hingegen nur vorschlagen. Einige Fachmedien hoben hervor, dass das Gesetz nach den langen Verhandlungen endlich in Kraft treten konnte, und es sei zu erwarteten, dass freie Mediatoren trotz des Güterichtermodells vom neuen Gesetz profitieren würden.
Auch nach Inkrafttreten des Mediationsgesetzes werden Neuerungen gefordert, die die außergerichtliche Mediation als interdisziplinäres Tätigkeitsfeld stärken sollen. Kritik entzündet sich dabei an der Konkurrenz zum kostenfrei angebotenen Güterichterverfahren, an einer nicht ausreichend differenzierten Ausbildung und Zertifizierung von Mediatoren, am Fehlen einer Mediationskostenhilfe und an nicht ausreichenden qualitativ begründeten Zugangsbeschränkungen.

## Evaluierungsbericht
Wie im Mediationsgesetz vorgesehen wurde innerhalb von fünf Jahren, am 19. Juli 2017, ein Evaluierungsbericht vorgelegt. Im Bericht, der vom Bundesministerium für Justiz und Verbraucherschutz beauftragt worden war, wurde geschlussfolgert, dass in Deutschland die Mediation als alternatives Instrument der Konfliktbeilegung noch zu wenig genutzt werde.